# Leonardo Polo
Leonardo Polo Barrena (Madrid, 1º febbraio 1926 – Pamplona, 9 febbraio 2013) è stato un filosofo e scrittore spagnolo.

## Biografia
Ha studiato al Lycée Français di Madrid. Nel 1936, suo padre ricopriva la carica di vicesindaco di Madrid. Allo scoppio della guerra civile, il governo della Repubblica invitò la popolazione a lasciare la capitale spagnola pertanto si trasferì con la famiglia ad Albacete dove completò i primi due anni di scuola superiore.
Dal 1937 al 1939 il padre, avvocato, fu Procuratore Capo del Tribunale di Albacete. Dopo la guerra la famiglia tornò a Madrid, ad eccezione del padre, costretto all'esilio, prima in Nicaragua e poi in Cile, dove morì nel 1946.
Leonardo Polo proseguì gli studi secondari presso l'Instituto Cardenal Cisneros di Madrid. All'età di 15 anni lesse la Filosofía Fundamental di Balmes. L'idea fondamentale che trasse da quest'opera fu l'importanza dei principi primi in filosofia. La successiva lettura della Summa Theologica di Tommaso d'Aquino lo portò a pensare che questo autore potesse essere corretto o ampliato su alcuni punti, contrariamente a quanto pensava la maggior parte dei tomisti. Un altro autore che lesse in quel periodo fu Josè Ortega y Gasset. Gli piacque particolarmente El espectador, il suo stile letterario e la brillantezza della sua prosa. Lesse anche Zubiri, in particolare l'opera intitolata Naturaleza, Historia y Dios. Frequentò un corso di Zubiri tenuto presso la Camera di Commercio di Madrid e un altro di Ortega su Toynbee.
Oltre alle letture filosofiche, lesse anche romanzi e poesie, soprattutto in francese e spagnolo.
Termina la maturità nel 1945 (19 anni) e ottenne un premio straordinario all'esame di Stato. Per motivi familiari, decide di studiare legge (dopo aver preso in considerazione la matematica), poiché questa laurea gli offriva la possibilità di entrare nello studio legale dello zio.
Nel 1949 si iscrisse al dottorato. Successivamente, si preparò per un concorso, che non sostenne, optando per la ricerca scientifica. Lesse la Filosofia del Diritto di Hegel, Essere e tempo di Heidegger, la Critica della ragion pratica di Kant, oltre a vari scritti di Aristotele e Leibniz, l'Etica di Spinoza. Decise quindi di iscriversi a Filosofia e Lettere.
Nel 1950, Polo inizia a lavorare con un concetto che segnerà profondamente il suo lavoro di filosofo. Si tratta del concetto limite mentale che influenzerà in qualche misura pensatori come Trías.
Nel 1952 si reca a Roma con una borsa di studio del Consejo Superior de Investigaciones Científicas (Consiglio Superiore per la Ricerca Scientifica) per svolgere ricerche sulla Filosofia del diritto. A Roma entra in contatto con giuristi come Del Vecchio e Capograssi, e si dedica a sviluppare le sue scoperte del 1950, legate all'argomento della sua tesi di dottorato “Il carattere esistenziale del diritto naturale”. Tuttavia, finisce per concentrarsi sulla filosofia allontanandosi dagli approcci giuridici.
Nel 1954 torna da Roma e si trasferisce all'Università di Navarra per insegnare Diritto Naturale e, successivamente, Fondamenti di Filosofia e Storia dei Sistemi Filosofici.
Contemporaneamente prosegue gli studi di filosofia presso l'Università Centrale di Madrid come libero studente e, successivamente, si trasferisce all'Università di Barcellona quando il professore di Psicologia si rifiuta di esaminarlo come studente libero. Dopo aver terminato la laurea in Filosofia, seguì i corsi di dottorato a Madrid e iniziò la sua tesi di dottorato in Filosofia, sotto la supervisione di Antonio Millán-Puelles. Nel 1961 ottiene il dottorato con una ricerca su Cartesio. In essa presenta Cartesio come volontarista, in contrapposizione al solito cliché che lo inquadra come razionalista. Questo attirò l'attenzione di pensatori come Paul Ricoeur che, in visita in Navarra nel 1967, chiese di Leonardo Polo, anche se non riuscì a trovarlo, dato che all'epoca Polo era già titolare della cattedra di Fondamenti di filosofia a Granada, ottenuta per concorso nel 1966. La sua tesi di dottorato su Cartesio, pubblicata nel 1963 con il titolo Evidencia y realidad en Descartes, ottenne il premio Menéndez Pelayo del Consejo Superior de Investigaciones Científicas.

## Attività accademica
Nel 1966 lascia l'Università di Navarra. Approfitta di questo congedo per sostenere il concorso per il posto di Professore di Storia della filosofia all'Università di Granada. Ottenuto questo posto, rimase a Granada per due anni. Nel 1968 tornò all'Università di Navarra come professore ordinario. Fu Direttore degli Studi della Facoltà di Filosofia e Lettere (1968-1972) e Direttore del Dipartimento di Storia della Filosofia e della Scienza. Tra il 1964 e il 1969 ha insegnato durante l'estate all'Università di La Rábida (Huelva).
A partire dal 1979 ha compiuto vari viaggi in America. In particolare, ha visitato e insegnato in università come l'Università Panamericana in Messico (1979, 1983 e 1990); l'Università di Piura (Perù), dove si è recato diciassette volte nel periodo 1983-1999 e dove ha ricevuto il Dottorato Honoris Causa (1994); l'Università di La Sabana a Bogotá (Colombia), dove si è recato cinque volte tra il 1986 e il 1997; e l'Universidad de los Andes (Santiago del Cile), sei volte tra il 1987 e il 1998. In Europa, ha insegnato alla Pontificia Università della Santa Croce, tre volte tra il 1990 e il 1998 e all'Università di Palermo in Sicilia, una volta. In Spagna, ha visitato l'Università di Malaga quattordici volte tra il 1979 e il 1998.
Nel 1996 è stato nominato professore straordinario dell'Università di Navarra e l'anno successivo professore onorario. Nel 1998, dopo aver tenuto vari seminari presso l'Università di Navarra e presso l'Universidad de los Andes (Cile) e di Piura (Perù), smise di insegnare.
Dall'autunno del 1997 fino a una settimana prima della sua morte, ha lavorato nell'ex Biblioteca dell'Università di Navarra e nella sua casa di Calle Monasterio de la Oliva, a Pamplona.

## Pensiero filosofico
Il suo pensiero propone un rinnovamento metodologico della filosofia basato su una scoperta: quello che lui chiama il limite mentale umano (che sta nell'oggettivazione del pensiero). Questo limite può essere abbandonato, e così facendo i grandi temi della filosofia possono essere affrontati in modo nuovo e più fruttuoso.
L'individuazione del limite mentale corrisponde alla scoperta dell'inserimento dell'operazione intellettuale nell'ambito della persona che la esercita. La persona è più del suo pensiero. Il pensiero, la natura logica dell'uomo, non è qualcosa di assoluto, incondizionato, che si impone alla soggettività individuale; ma una manifestazione della persona che lo fornisce, in base alla quale l'uomo ha un mondo davanti a sé. L'abbandono del limite, quindi, permetterà di accedere all'essere extramentale, nella misura in cui è indipendente dal pensiero umano e non riferito ad esso. E anche, d'altra parte, all'essere personale stesso, che non si esaurisce nella mera natura pensante della persona, né vi si riferisce.
L'essere extramentale è un principio, il primo principio di non contraddizione; ed è visto come persistenza, perché sarebbe contraddittorio che l'essere cessasse. Da parte sua, l'essenza extramentale è l'analitica del principio: la sua analisi nei diversi sensi della causalità. La considerazione congiunta della causalità è l'universo fisico. Ma l'universo è creato, perché la sua esistenza dipende da Dio: la causa non contraddittoria si riferisce all'identità originaria dell'universo.
Per l'essere personale si tratta di coesistere piuttosto che di esistere. E viene descritto come un essere in aggiunta. Aggiungersi, accompagnare, contribuire e quindi rimanere in essere è ciò che è proprio della libertà: la persona è esistenzialmente libera. Proprio per questo, la persona ha intimità, non si chiude in sé stessa e si manifesta nella sua essenza: si dispone secondo essa. È un'intimità di dono e di libertà.
Infine, Dio è l'essere originario, distinto da ciò che inizia e da ciò che si aggiunge. L'Origine è identità insondabile e intimità insondabile.

## Tributi e la pubblicazione delle Opere
Nel 2014 si è tenuto a Malaga un simposio incentrato sulla filosofia di Leonardo Polo.
Successivamente, nel giugno 2019, la Facoltà di Filosofia e Lettere dell'Università di Navarra ha organizzato un evento in memoria di Polo, in cui è stata presentata l'edizione della Serie A delle Opere complete, un compendio dell'opera di Polo. La Serie A, pubblicata dalla casa editrice Eunsa, è composta da ventisette volumi che comprendono 45 libri e altri scritti minori già pubblicati. La Serie B offrirà testi inediti, conservati nell'Archivio Generale dell'Università di Navarra (AGUN), insieme alla trascrizione di nastri registrati.

### Opere di Leonardo Polo[1]
Periodo metafisico
- Evidencia y realidad en Descartes. Madrid: Rialp, 1963. Pamplona: Eunsa, 19962, 20073.
- El acceso al ser. Pamplona: Universidad de Navarra, 1964. Pamplona: Eunsa, 20042.
- El ser I: la existencia extramental. Pamplona: Universidad de Navarra, 1966. Pamplona: Eunsa, 19972.

Periodo epistemologico
- Curso de teoría del conocimiento, v. I. Pamplona: Eunsa, 1984, 19872, 20063.
- Curso de teoría del conocimiento, v. II. Pamplona: Eunsa, 1985, 19882, 19983, 20064.
- Curso de teoría del conocimiento, v. III. Pamplona: Eunsa, 1988, 19992, 20063.
- Curso de teoría del conocimiento, v. IV/1ª parte. Pamplona: Eunsa, 1994. Conjunta con la 2ª parte, Pamplona: Eunsa, 20042.
- Curso de teoría del conocimiento, v. IV/2ª parte. Pamplona: Eunsa, 1996. Conjunta con la 1.ª parte, Pamplona: Eunsa, 20042.
- Hegel y el posthegelianismo. Piura [Perú]: Universidad de Piura, 1985. Edición española (sin los dos estudios del apéndice), Pamplona: Eunsa 19992, 20063.

Periodo antropologico
- Quién es el hombre. Un espíritu en el tiempo. Madrid: Rialp, 1991, 19932, 19983, 20014, 20035, 20076. Piura [Perú]: Universidad de Piura, 1993.
- Ética: hacia una versión moderna de los temas clásicos. México DF [México]: Universidad Panamericana/Publicaciones Cruz O., 1993. Edición española (con prólogo de Polo para ella), Madrid: Unión editorial (AEDOS), 1996, 19972.
- Presente y futuro del hombre. Madrid: Rialp, 1993, 20122.
- Introducción a la filosofía. Pamplona: Eunsa, 1995, 19992, 20023.
- La persona humana y su crecimiento. Pamplona: Eunsa, 1996, 19992.
- Sobre la existencia cristiana. Pamplona: Eunsa, 1996. Reeditado con el título de La originalidad de la concepción cristiana de la existencia. Pamplona: Eunsa, 20102.
- Antropología de la acción directiva. Coautor con C. Llano. Madrid: Unión editorial, 1997.
- Nominalismo, idealismo y realismo. Pamplona: Eunsa, 1997, 20012.
- Antropología trascendental I: la persona humana. Pamplona: Eunsa, 1999, 20032, 20103.
- Antropología trascendental II: la esencia de la persona humana. Pamplona: Eunsa, 2003, 20102.

Ultimo periodo
- Nietzsche como pensador de dualidades. Pamplona: Eunsa, 2005.
- Ayudar a crecer. Cuestiones filosóficas de la educación. Pamplona: Eunsa, 2006. 1.ª reimpresión 2007.
- Persona y libertad. Pamplona: Eunsa, 2007.
- El conocimiento del universo físico. Pamplona: Eunsa, 2008.
- El hombre en la historia. Cuadernos del “Anuario filosófico” n.º 207. Pamplona: Universidad de Navarra, 2008.
- Curso de psicología general. Pamplona: Eunsa, 2009.
- Lecciones de psicología clásica. Pamplona: Eunsa, 2009.
- La esencia del hombre. Pamplona: Eunsa 2011.
- Estudios de filosofía moderna y contemporánea. Pamplona: Eunsa 2012.
- Filosofía y economía. Pamplona: Eunsa 2012.
- Lecciones de ética. Pamplona: Eunsa 2013.
- Epistemología, creación y divinidad. Pamplona: Eunsa 2014.

### Opere su Leonardo Polo
- Sellés, Juan Fernando, Teología para inconformes. Claves teológicas de Leonardo Polo, Madrid, Rialp, 2019, 706 pp., ISBN 9788432151521.
- Martino, Silvia Carolina, El aporte de Leonardo Polo a la Universidad y a la teoría de empresa: una antropología para la Universidad y el management a la altura de nuestro tiempo, Saarbrücken, Editorial Académica Española, 2018, 1.ª, 609 pp.
- La intelección según Leonardo Polo, Thémata. Revista de Filosofía n.º 50 (diciembre 2014), Servicio de Publicaciones de la Universidad de Sevilla.
- Studia Poliana, revista sobre el pensamiento de Leonardo Polo, Servicio de Publicaciones de la Universidad de Navarra.
- Franquet, María José (1996): Trayectoria intelectual de Leonardo Polo.
- Vanney E. Claudia (2008): Principios reales y conocimiento matemático. La propuesta epistemológica de Leonardo Polo.
- Posada, J. M. (2007): Lo distintivo del amar.
- Posada, J. M. (2007): La intencionalifdad del Inteligir como iluminación.
- Dalma, J. (2004): La intencionalidad en Leonardo Polo (ponencia).
- Esquer, H. (2000): El límite del pensamiento.
- Sellés, J. F. (2003): El conocer personal.